# 袁伟时
袁伟时（1931年12月15日— ），广东兴宁人，中国历史学家，中山大学教授。研究方向为中國近代史。

## 生平
袁伟时1947年考進廣州南海中學念高中，1950年考進中山大學經濟系，至1957年在復旦大學政治經濟學研究班畢業後回中山大學工作。1970年代起年在該校哲學系教中國哲學史至退休。曾任中山大学中山学院院长。

## 學術理念
袁伟时的理念是：
1. 世界大同是趋势，因循守旧是不合时宜的行为。
2. 中国近代史存在很多被人扭曲的问题，错误的历史教科书误导广大青年，后患无穷。
3. 中国文化缺少自我批判的精神，中国文化对于多元化和异己十分的不宽容。
4. 广开言论，开启民智，使中华民族从千百年来形成的精神枷锁中解脱而出，为民族崛起贡献才智。

## 《冰點》事件
2006年1月11日「中國青年報」的《冰點》週刊因刊出袁偉時文章《現代化與歷史教科書》，導致暫時停刊，主編李大同及副主編盧躍剛撤職。3月1日《冰點》復刊，刊登張海鵬的《反帝反封建是近代中國歷史的主題》文章批駁上文，並拒刊袁偉時《為何、何時、如何反帝反封建》文章。

## 著作
- 《中國現代哲學史稿》（1987年）
- 《晚清大變局中的思潮與人物》（1992年），增訂新版易名為：《帝國落日‧晚清大變局》（2003年）
- 《中國現代思想散論》（1998年）
- 《路標與靈魂的拷問》（1998年）
- 《告別中世紀——五四文獻選粹與解讀》（2004年）
- 《晚清大變局》明報出版社2006年6月初版，ISBN 962-891-791-9（上冊）ISBN 962-891-792-7（下冊）
- 《中國的歷史教科書問題——「冰點」事件的記録與反省 （页面存档备份，存于）》武吉次郎 譯，日本僑報社2006年10月初版，ISBN 4861850431

另主編幾套叢書與《大學精神檔案》（當代卷）（2004年）